# Chelonarium montanum
Chelonarium montanum là một loài bọ cánh cứng trong họ Chelonariidae. Loài này được Wickham miêu tả khoa học đầu tiên năm 1914.